# Qualificazioni al campionato europeo femminile di calcio 2025 - Fase a gironi, Lega A
Questa voce raccoglie un approfondimento sulle gare della Lega A delle qualificazioni al campionato europeo femminile di calcio 2025. La fase a gironi della Lega A si disputa tra il 5 aprile e il 16 luglio 2024.

## Formato
Nella Lega A partecipano le 12 squadre classificate dal primo al dodicesimo posto nella classifica finale della UEFA Women's Nations League 2023-2024, alle quali si aggiungono le 4 promosse dalla Lega B (classificate 17-20); le 16 partecipanti vengono divise in quattro gruppi da quattro squadre ciascuno. Ogni squadra gioca sei incontri con partite tra aprile e luglio. Le prime due squadre classificate di ogni raggruppamento si qualificano alla fase finale del campionato europeo femminile di calcio 2025, mentre le squadre terze e quarte classificate accedono agli spareggi.
Per il primo turno degli spareggi, le otto squadre della Lega A saranno testa di serie e giocheranno contro le otto migliori squadre della Lega C. Le vincitrici di questi incontri avanzeranno al secondo turno.
La competizione funge anche da prima fase per la UEFA Women's Nations League 2025, che utilizzerà una struttura identica. La quarta classificata di ciascun gruppo sarà retrocessa in Lega B.

## Squadre partecipanti
Le squadre sono state assegnate alla Lega A in base alla lista d'accesso delle qualificazioni al campionato europeo femminile di calcio 2025, la quale si basa sulla classifica finale dell'edizione precedente: alle 12 squadre rimaste nella Lega A viene attribuito il numero di accesso corrispondente alla posizione nella classifica finale dell'edizione passata, mentre alle 4 promosse dalla Lega B vengono attribuiti i numeri 17-20. Le urne per il sorteggio, composte da quattro squadre ciascuna, sono state definite il 28 febbraio 2024.
| Squadra     | Rank |
| ----------- | ---- |
| Spagna      | 1    |
| Francia     | 2    |
| Germania    | 3    |
| Paesi Bassi | 4    |

| Squadra     | Rank |
| ----------- | ---- |
| Inghilterra | 5    |
| Danimarca   | 6    |
| Italia      | 7    |
| Austria     | 8    |

| Squadra  | Rank |
| -------- | ---- |
| Islanda  | 9    |
| Belgio   | 10   |
| Svezia   | 11   |
| Norvegia | 12   |

| Squadra   | Rank |
| --------- | ---- |
| Irlanda   | 17   |
| Finlandia | 18   |
| Polonia   | 19   |
| Rep. Ceca | 20   |

## Gruppo 1

### Classifica
| Pos | Squadra     | Pt | G | V | N | P | GF | GS | DR |
| --- | ----------- | -- | - | - | - | - | -- | -- | -- |
| 1   | Italia      | 9  | 6 | 2 | 3 | 1 | 8  | 3  | +5 |
| 2   | Paesi Bassi | 9  | 6 | 2 | 3 | 1 | 4  | 4  | 0  |
| 3   | Norvegia    | 7  | 6 | 1 | 4 | 1 | 7  | 4  | +3 |
| 4   | Finlandia   | 5  | 6 | 1 | 2 | 3 | 4  | 12 | -8 |

### Risultati
| Arbitro: | Catarina Campos |

|                                              |           |  |
| Ildhusøy 24’ Haug 41’ Bjelde 78’ Terland 81’ | Marcatori |  |

| Arbitro: | Ivana Martinčić |

|                            |           |  |
| Giacinti 4’ Bonfantini 59’ | Marcatori |  |

| Arbitro: | Marta Huerta De Aza |

|                               |           |                  |
| Rantala 48’ Linari 75’ (aut.) | Marcatori | 39’ Di Guglielmo |

| Arbitro: | Cheryl Foster |

|                |           |  |
| Beerensteyn 6’ | Marcatori |  |

| Oslo 31 maggio 2024, ore 18:00 CEST | Norvegia           | 0 – 0 referto | Italia | Ullevaal Stadion (9 307 spett.)\| Arbitro: \| Stéphanie Frappart \| |
| Arbitro:                            | Stéphanie Frappart |               |        |                                                                     |

| Arbitro: | Frida Klarlund |

|                 |           |  |
| Beerensteyn 65’ | Marcatori |  |

| Arbitro: | Sandra Bastos |

|             |           |                 |
| Rantala 77’ | Marcatori | 17’ Beerensteyn |

| Arbitro: | Rebecca Welch |

|              |           |            |
| Giugliano 6’ | Marcatori | 81’ Maanum |

| Arbitro: | Katalin Kulcsár |

|                |           |           |
| Koivisto 90+8’ | Marcatori | 7’ Reiten |

| Sittard 12 luglio 2024, ore 20:45 CEST | Paesi Bassi   | 0 – 0 referto | Italia | Fortuna Sittard Stadion (8 563 spett.)\| Arbitro: \| Tess Olofsson \| |
| Arbitro:                               | Tess Olofsson |               |        |                                                                       |

| Arbitro: | Ivana Projkovska |

|                                                            |           |  |
| Beccari 20’ Giugliano 31’ Cambiaghi 74’ Nyström 88’ (aut.) | Marcatori |  |

| Arbitro: | Alina Peşu |

|                   |           |             |
| Graham Hansen 61’ | Marcatori | 80’ Miedema |

## Gruppo 2

### Classifica
| Pos | Squadra   | Pt | G | V | N | P | GF | GS | DR  |
| --- | --------- | -- | - | - | - | - | -- | -- | --- |
| 1   | Spagna    | 15 | 6 | 5 | 0 | 1 | 18 | 5  | +13 |
| 2   | Danimarca | 12 | 6 | 4 | 0 | 2 | 14 | 8  | +6  |
| 3   | Belgio    | 4  | 6 | 1 | 1 | 4 | 5  | 18 | -13 |
| 4   | Rep. Ceca | 4  | 6 | 1 | 1 | 4 | 6  | 12 | -6  |

### Risultati
| Arbitro: | Iuliana Demetrescu |

|              |           |                                        |
| Stašková 42’ | Marcatori | 7’ Vangsgaard 68’ Ballisager 72’ Hasbo |

| Arbitro: | Katalin Kulcsár |

|  |           |                                                                  |
|  | Marcatori | 8’, 30’, 47’ Paralluelo 16’ Hermoso 64’, 90’ González 85’ García |

| Arbitro: | Rebecca Welch |

|                                             |           |                       |
| Vangsgaard 29’, 39’ Svava 44’ Thøgersen 62’ | Marcatori | 67’ Kees 72’ Delacauw |

| Arbitro: | Jelena Cvetković |

|                                      |           |                |
| Méndez 58’ Hermoso 62’ Caldentey 70’ | Marcatori | 56’ Sonntagová |

| Arbitro: | Silvia Gasperotti |

|                    |           |                            |
| Dubcová 86’ (rig.) | Marcatori | 12’ Wullaert 14’ De Caigny |

| Arbitro: | Ivana Projkovska |

|  |           |                                  |
|  | Marcatori | 17’ Hermoso 28’ (rig.) Caldentey |

| Arbitro: | Ewa Augustyn |

|          |           |             |
| Blom 79’ | Marcatori | 19’ Dubcová |

| Arbitro: | Maria Sole Ferrieri Caputi |

|                                       |           |                 |
| Vilamala 74’ Paredes 77’ García 90+2’ | Marcatori | 4’, 72’ Thomsen |

| Arbitro: | Riem Hussein |

|                                   |           |             |
| Svitková 44’ Bartoňová 51’ (rig.) | Marcatori | 15’ Bonmatí |

| Arbitro: | Ivana Martinčić |

|  |           |                                            |
|  | Marcatori | 60’ (aut.) Cayman 16’ Harder 82’ Holmgaard |

| Arbitro: | Iuliana Demetrescu |

|                             |           |  |
| Bonmatí 39’ Abelleira 90+1’ | Marcatori |  |

| Arbitro: | Abigail Byrne |

|                       |           |  |
| Bruun 55’ Thomsen 63’ | Marcatori |  |

## Gruppo 3

### Classifica
| Pos | Squadra     | Pt | G | V | N | P | GF | GS | DR |
| --- | ----------- | -- | - | - | - | - | -- | -- | -- |
| 1   | Francia     | 12 | 6 | 4 | 0 | 2 | 8  | 7  | +1 |
| 2   | Inghilterra | 11 | 6 | 3 | 2 | 1 | 8  | 5  | +3 |
| 3   | Svezia      | 8  | 6 | 2 | 2 | 2 | 6  | 4  | +2 |
| 4   | Irlanda     | 3  | 6 | 1 | 0 | 5 | 4  | 10 | -6 |

### Risultati
| Arbitro: | Ivana Projkovska |

|           |           |           |
| Russo 25’ | Marcatori | 64’ Rolfö |

| Arbitro: | Maria Sole Ferrieri Caputi |

|           |           |  |
| Katoto 6’ | Marcatori |  |

| Arbitro: | Ewa Augustyn |

|  |           |            |
|  | Marcatori | 80’ Renard |

| Arbitro: | Lina Lehtovaara |

|  |           |                                |
|  | Marcatori | 12’ James 18’ (rig.) Greenwood |

| Arbitro: | Katalin Kulcsár |

|  |           |                                    |
|  | Marcatori | 26’, 86’ Rytting Kaneryd 62’ Rolfö |

| Arbitro: | Marta Huerta De Aza |

|          |           |                           |
| Mead 30’ | Marcatori | 41’ De Almeida 68’ Katoto |

| Arbitro: | Alina Peşu |

|              |           |  |
| Eriksson 84’ | Marcatori |  |

| Arbitro: | Ivana Martinčić |

|                  |           |                       |
| Diani 72’ (rig.) | Marcatori | 21’ Stanway 34’ Russo |

| Arbitro: | Catarina Campos |

|                             |           |               |
| Russo 5’ Stanway 57’ (rig.) | Marcatori | 90+4’ Russell |

| Arbitro: | Jelena Cvetković |

|                          |           |             |
| Karchaoui 32’ Katoto 74’ | Marcatori | 49’ Rybrink |

| Arbitro: | Olatz Rivera Olmedo |

|                                       |           |           |
| O'Sullivan 67’ Russell 76’ Patten 90’ | Marcatori | 79’ Becho |

| Göteborg 16 luglio 2024, ore 19:00 CEST | Svezia                     | 0 – 0 referto | Inghilterra | Gamla Ullevi (16 789 spett.)\| Arbitro: \| Maria Sole Ferrieri Caputi \| |
| Arbitro:                                | Maria Sole Ferrieri Caputi |               |             |                                                                          |

## Gruppo 4

### Classifica
| Pos | Squadra  | Pt | G | V | N | P | GF | GS | DR  |
| --- | -------- | -- | - | - | - | - | -- | -- | --- |
| 1   | Germania | 15 | 6 | 5 | 0 | 1 | 17 | 8  | +9  |
| 2   | Islanda  | 13 | 6 | 4 | 1 | 1 | 11 | 5  | +6  |
| 3   | Austria  | 7  | 6 | 2 | 1 | 3 | 10 | 12 | -2  |
| 4   | Polonia  | 0  | 6 | 0 | 0 | 6 | 4  | 17 | -13 |

### Risultati
| Arbitro: | Frida Klarlund |

|                                              |           |  |
| Mesjasz 42’ (aut.) Zomers 43’ Jónsdóttir 66’ | Marcatori |  |

| Arbitro: | Tess Olofsson |

|                  |           |                                |
| Campbell 9’, 17’ | Marcatori | 39’, 49’ Bühl 63’ (rig.) Gwinn |

| Arbitro: | Stéphanie Frappart |

|             |           |                                              |
| Kamczyk 55’ | Marcatori | 15’ Puntigam 66’ Purtscheller 90+2’ Campbell |

| Arbitro: | Jana Adámková |

|                                 |           |                  |
| Schüller 4’, 34’ Oberdorf 45+3’ | Marcatori | 23’ Eiríksdóttir |

| Arbitro: | Lina Lehtovaara |

|                     |           |                         |
| Puntigam 26’ (rig.) | Marcatori | 76’ (rig.) Viggósdóttir |

| Arbitro: | Jelena Cvetković |

|                                                          |           |            |
| Zieniewicz 34’ (aut.) Schüller 77’ Gwinn 84’, 88’ (rig.) | Marcatori | 1’ Padilla |

| Arbitro: | Olatz Rivera Olmedo |

|               |           |                            |
| Grabowska 12’ | Marcatori | 51’, 69’ Schüller 77’ Bühl |

| Arbitro: | Désirée Grundbacher |

|                                   |           |              |
| Eiríksdóttir 17’ Antonsdóttir 70’ | Marcatori | 44’ Campbell |

| Arbitro: | Eleni Antoniou |

|                                       |           |             |
| Degen 37’ Campbell 71’ Schasching 74’ | Marcatori | 79’ Padilla |

| Arbitro: | Cheryl Foster |

|                                                     |           |  |
| Sigurðardóttir 14’ Jóhannsdóttir 51’ Jónsdóttir 83’ | Marcatori |  |

| Arbitro: | Shona Shukrula |

|                                        |           |  |
| Bühl 11’, 90+4’ Brand 39’ Schüller 53’ | Marcatori |  |

| Arbitro: | Kirsty Dowle |

|  |           |                |
|  | Marcatori | 32’ Jónsdóttir |

## Classifica generale
| Pos | Gr | Squadra     | Pt | G | V | N | P | GF | GS | DR  |
| --- | -- | ----------- | -- | - | - | - | - | -- | -- | --- |
| 1   | A2 | Spagna      | 15 | 6 | 5 | 0 | 1 | 18 | 5  | +13 |
| 1   | A4 | Germania    | 15 | 6 | 5 | 0 | 1 | 17 | 8  | +9  |
| 1   | A3 | Francia     | 12 | 6 | 4 | 0 | 2 | 8  | 7  | +1  |
| 1   | A1 | Italia      | 9  | 6 | 2 | 3 | 1 | 8  | 3  | +5  |
|     |    |             |    |   |   |   |   |    |    |     |
| 2   | A4 | Islanda     | 13 | 6 | 4 | 1 | 1 | 11 | 5  | +6  |
| 2   | A2 | Danimarca   | 12 | 6 | 4 | 0 | 2 | 14 | 8  | +6  |
| 2   | A3 | Inghilterra | 11 | 6 | 3 | 2 | 1 | 8  | 5  | +3  |
| 2   | A1 | Paesi Bassi | 9  | 6 | 2 | 3 | 1 | 4  | 4  | 0   |
|     |    |             |    |   |   |   |   |    |    |     |
| 3   | A3 | Svezia      | 8  | 6 | 2 | 2 | 2 | 6  | 4  | +2  |
| 3   | A1 | Norvegia    | 7  | 6 | 1 | 4 | 1 | 7  | 4  | +3  |
| 3   | A4 | Austria     | 7  | 6 | 2 | 1 | 3 | 10 | 12 | -2  |
| 3   | A2 | Belgio      | 4  | 6 | 1 | 1 | 4 | 5  | 18 | -13 |
|     |    |             |    |   |   |   |   |    |    |     |
| 4   | A1 | Finlandia   | 5  | 6 | 1 | 2 | 3 | 4  | 12 | -8  |
| 4   | A2 | Rep. Ceca   | 4  | 6 | 1 | 1 | 4 | 6  | 12 | -6  |
| 4   | A3 | Irlanda     | 3  | 6 | 1 | 0 | 5 | 4  | 10 | -6  |
| 4   | A4 | Polonia     | 0  | 6 | 0 | 0 | 6 | 4  | 17 | -13 |

Legenda:
      Retrocesse in Lega B della UEFA Women's Nations League 2025.

## Statistiche

### Classifica marcatrici
6 reti
- Lea Schüller

5 reti
- Eileen Campbell
- Klara Bühl

3 reti
- Janni Thomsen
- Amalie Vangsgaard
- Alessia Russo
- Marie-Antoinette Katoto
- Giulia Gwinn (2 rig.)
- Sveindís Jane Jónsdóttir
- Lineth Beerensteyn
- Jennifer Hermoso
- Salma Paralluelo

2 reti
- Sarah Puntigam (1 rig.)
- Jutta Rantala
- Georgia Stanway (1 rig.)
- Julie-Ann Russell
- Hlín Eiríksdóttir
- Manuela Giugliano
- Natalia Padilla
- Kamila Dubcová (1 rig.)
- Aitana Bonmatí
- Mariona Caldentey (1 rig.)
- Esther González
- Johanna Rytting Kaneryd
- Fridolina Rolfö

1 rete
- Celina Degen
- Lilli Purtscheller
- Annabel Schasching
- Jassina Blom
- Tine De Caigny
- Féli Delacauw
- Sari Kees
- Tessa Wullaert
- Eva Bartoňová (1 rig.)
- Eliška Sonntagová
- Andrea Stašková
- Kateřina Svitková
- Jule Brand
- Lena Oberdorf
- Stine Ballisager
- Signe Bruun
- Pernille Harder
- Josefine Hasbo
- Sara Holmgaard
- Sofie Svava
- Frederikke Thøgersen
- Emma Koivisto
- Alex Greenwood (1 rig.)
- Lauren James
- Bethany Mead
- Vicki Becho
- Elisa De Almeida
- Kadidiatou Diani (1 rig.)
- Sakina Karchaoui
- Wendie Renard
- Denise O'Sullivan
- Anna Patten
- Hildur Antonsdóttir
- Alexandra Jóhannsdóttir
- Ingibjörg Sigurðardóttir
- Glódís Perla Viggósdóttir (1 rig.)
- Diljá Ýr Zomers
- Chiara Beccari
- Agnese Bonfantini
- Michela Cambiaghi
- Lucia Di Guglielmo
- Valentina Giacinti
- Celin Bizet Ildhusøy
- Thea Bjelde
- Sophie Roman Haug
- Frida Leonhardsen Maanum
- Guro Reiten
- Elisabeth Terland
- Vivianne Miedema
- Dominika Grabowska
- Ewelina Kamczyk
- Lucía García
- Sheila García
- María Méndez
- Irene Paredes
- Bruna Vilamala
- Magdalena Eriksson
- Josefine Rybrink

1 autorete
- Janice Cayman (a favore della Danimarca)
- Eva Nyström (a favore dell'Italia)
- Elena Linari (a favore della Finlandia)
- Małgorzata Mesjasz (a favore dell'Islanda)
- Wiktoria Zieniewicz (a favore della Germania)